# Ernestynów (Lublin)
Pour les articles homonymes, voir Ernestynów.
Ernestynów (prononciation : [ɛrnɛsˈtɨnuf]) est un village polonais de la gmina de Serokomla dans le powiat de Łuków de la voïvodie de Lublin dans l'est de la Pologne.
Il se situe à environ 5 kilomètres à l'ouest de Serokomla (siège de la gmina), 28 kilomètres au sud de Łuków (siège du powiat) et 53 kilomètres au nord-ouest de Lublin (capitale de la voïvodie).
Le village comptait approximativement une population de 165 habitants en 2009 .

## Histoire
De 1975 à 1998, le village est attaché administrativement à l'ancienne voïvodie de Siedlce.

Depuis 1999, il fait partie de la nouvelle voïvodie de Lublin.